# Mirijan III. od Iberije
Mirian III. od Iberije (gruzijski   მირიან III.) bio je kralj Iberije (ili Kartlija u današnjoj Gruziji). Poznat je kao suvremenik rimskog cara Konstantina I. (vladao 306. – 337.).
Prema gruzijskim ranim srednjovjekovnim ljetopisima i hagiografijama, Mirijan je bio prvi kršćanski kralj Iberije, preobraćen zahvaljujući misiji Nino, kapadocijske misionarke. Pripisuje mu se uspostavljanje kršćanstva kao državne religije u njegovom kraljevstvu, a Gruzijska pravoslavna Crkva ga slavi kao sveca.
Tradicionalna kronologija iza Princa Vahuštija Mirijanovu vladavinu — koja je trajala 77 godina — smješta u godine 268. – 345., dok profesor Kiril Tumanov smatra da je vladao u razdoblju 284. – 361. Poznat je i kao suvremenik rimskog povjesničara Amijana Marcelina te se navodi i u armenskim ljetopisima.